# Kartno (województwo zachodniopomorskie)
Kartno – (niem. Kortenhagen), wieś sołecka w województwie zachodniopomorskim, w powiecie gryfińskim, w gminie Stare Czarnowo, na południowych obrzeżach Szczecińskiego Parku Krajobrazowego „Puszcza Bukowa”, przy drodze wojewódzkiej nr 120, 6 km na zachód-południowy zachód od Starego Czarnowa i 1 km na południowy wschód od Żelisławca. Przystanek PKS.
W centrum kościół filialny pw. Podwyższenia Krzyża Świętego, zbudowany w 2. połowie XIII w. z kostki granitowej, zrujnowany po 1945, odbudowany w latach 1981-84, otoczony kamiennym murem. Kościół salowy, na rzucie prostokąta, bez chóru i wieży, z półkolistą absydą i romańskimi portalami, dobudowaną w XIX w. Obiekt zabytkowy - nr rej. 175 z 27.07.1956 r., należy do parafii w Gardnie.
Przez wieś prowadzi znakowany czerwony turystyczny Szlak przez Trawiastą Buczynę.
2 km na północ jezioro Glinna.
W latach 1975–1998 miejscowość administracyjnie należała do województwa szczecińskiego.